# Prima materia
Prima materia, matéria prima ou primeira matéria (do latim, materia vem de mater, mãe, com o significado de fonte, origem) é um conceito na filosofia e teologia sobre a matéria fundamental do universo, a partir da qual todas as substâncias teriam sido feitas. Na alquimia, é o material inicial onipresente necessário para o magnum opus alquímico e para a criação da pedra filosofal. Os alquimistas esotéricos descrevem a prima matéria usando símiles e a comparam com conceitos como a anima mundi.

## História
Os gregos antigos buscavam uma arché e as raízes iniciais da ideia podem ser encontradas nos pré-socráticos, pelo ápeiron de Anaximandro, na água em Tales, fogo em Heráclito e na filosofia de Anaxágoras, que descreveu o nous em relação ao caos. A cosmogonia de Empédocles também é relevante. O conceito de prima materia é às vezes atribuído a Aristóteles. Cícero traduziu como materia a designação de ὕλη que Aristóteles dava a ἀρχαί e χώρα.

Platão desenvolveu o conceito de khôra (Receptáculo) como terceiro tipo entre o mundo inteligível e o mundo sensível, descrevendo-o como espaço primordial receptivo dos seres, e que a desordem (caos) moldada pelo Demiurgo dá origem ao cosmos:
Como afirmamos no começo, todas essas coisas estavam em estado de desordem, quando Deus implantou nelas proporções tanto em relação a si mesmas quanto em suas relações umas com as outras, na medida em que fosse possível para elas estarem em harmonia e proporção. Pois naquela época nada participava disso, salvo por acidente, nem havia qualquer coisa que merecesse ser chamada pelos nomes que agora usamos, como fogo e água. –Timeu, 69b
Essa matéria está imersa na questão sobre Ser, não-ser e vir-a-ser entre os pré-socráticos, e o receptáculo foi referido posteriormente por platonistas como matéria-prima, o que é visto por exemplo em Plutarco. Aristóteles cita o Receptáculo de Platão, criticando a falta de elucidação do conceito e elaborando-o em Da Geração e da Corrupção:
"o que Platão escreveu no Timeu não se baseia em nenhuma concepção articulada com precisão. Pois ele não afirmou claramente se o seu "Onirrecipiente" existe em separação dos elementos; nem faz ele uso disso." –Do Vir-a-ser e do Deixar-de-ser, 329a13-15
Aristóteles havia tentado definir uma "prima materia" e citou frequentemente o termo prôtê hulê, mas criticou esse nome por ser materialista demais, usando prôton hupokeimenon (coisa subjacente primordial) ou substrato da matéria, que não é um elemento, nem algo sensível ou perceptível, e que não varia na manifestação dos seres em devir.
"Pois seu substrato, em qualquer momento específico, é o mesmo, mas seu ser não é o mesmo". –Do Vir-a-ser e do Deixar-de-ser, 319b4-5
Matéria propriamente dita para ele era algo além dos componentes básicos das outras coisas materiais. Sem qualidades predicadas, define matéria (no caso, a primordial) como substrato último predicando toda substância:
"Por "matéria" (hyle), quero dizer aquilo que em si não é chamado substância (ousia), nem quantidade, nem qualquer outra coisa pela qual o ser é categorizado. Pois é algo do qual cada uma dessas coisas é predicada, cujo ser é diferente de qualquer um dos outros predicados. Pois os outros são predicados de substância, mas a substância é predicada de matéria. Portanto, esta última não é em si nem substância, nem quantidade, nem nada mais. Nem é a negação de qualquer uma dessas; pois até negações pertencem a coisas acidentalmente." –Metafísica, 1029a20–26
"A matéria, no sentido mais apropriado do termo, deve ser identificada com o substrato que é receptivo do vir-a-ser e deixar-de-ser; mas o substrato dos demais tipos de mudança também é, em certo sentido, matéria, porque todos esses substratos são receptivos a contrariedades de algum tipo." –Do Vir-a-ser e do Deixar-de-ser, 320a2-4
"A natureza é matéria prima, e isso de duas maneiras: prima em relação à coisa ou prima em geral" –Metafísica, 1015a7–10
Em seu hilemorfismo, matéria é potencialidade, interpretação que foi adotada por Agostinho de Hipona e Simplício e popularizada como o conceito que se refere à pura potencialidade, a qual recebe forma dos motores imóveis, que por sua vez seriam a pura forma sem matéria; isso foi adotado posteriormente pelos escolásticos.
No estoicismo, o sistema da matéria do universo foi influenciado pelo dualismo em Timeu e por definições de Aristóteles e outros gregos anteriores, mas o conceito de matéria prima não qualificada passou a ser chamado de substância (ousia), sobre a qual agia a razão ou deus (logos): eram os dois princípios do universo. A partir da ousia, passiva, era engendrada a matéria qualificada, com Deus por seu pneuma (sopro) "produzindo como um demiurgo cada coisa por toda a matéria" (Diógenes Laércio 7.134). Outros conceitos associados foram o da conflagração, equivalendo a substância prima ao fogo: "O mundo é gerado quando a substância é transformada do fogo pelo ar em umidade" (DL 7.142); e a analogia biológica de um deus imanente que atua na matéria: "Assim como o esperma é envolto no fluido seminal, também deus, que é a razão seminal do mundo, permanece por trás na umidade, tornando a matéria útil a si mesmo nos estágios sucessivos da criação" (DL 7.136). Essa doutrina foi segundo Zenão de Cítio, conforme relatado por Diógenes Laércio, Estobeu e Calcídio. Crísipo identifica a qualidade primordial de "fogo" como sendo a luz. Sêneca escreveu em uma de suas cartas:
O universo deriva destas causas. Há um agente – a divindade; uma matéria-prima – a matéria propriamente dita; uma forma, que é a disposição ordenada do mundo tal qual o contemplamos; um modelo, que é a grandiosidade e beleza do universo tal como a divindade a concebeu e realizou; uma finalidade – o propósito da criação." –carta 65
Nas Metamorfoses de Ovídio encontra-se também uma descrição de matéria primordial:
Antes do mar, da terra e céu que tudo cobre,
a natureza tinha, em todo o orbe, um só rosto
a que chamaram Caos, massa rude e indigesta;
nada havia, a não ser o peso inerte e díspares

sementes mal dispostas de coisas sem nexo.

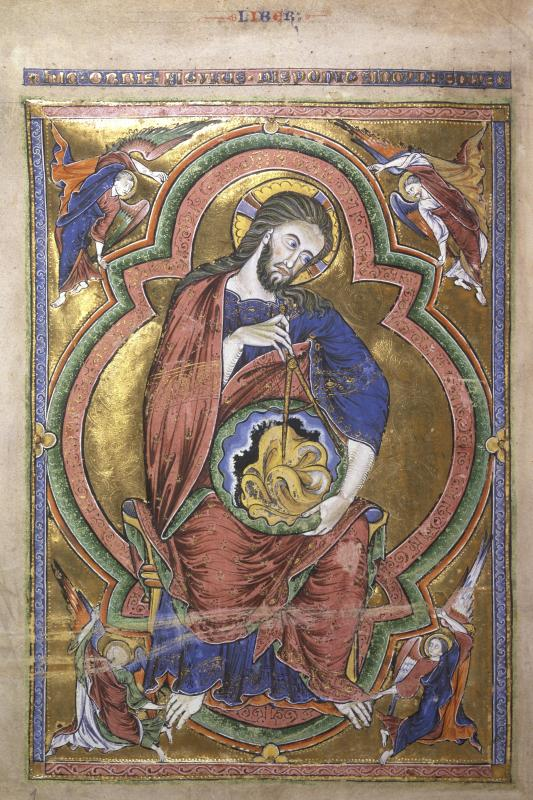
Criador moldando a Matéria (Códex de Viena 1179. c. 1220)

A ampla influência da filosofia grega e helenística, com o platonismo, aristotelismo e estoicismo, repercutiu na teologia ocidental do judaísmo, cristianismo e islamismo, com discussões sobre o conceito de primeira matéria como matéria cósmica moldada por Deus, sobre se ela teria sido criada, seria coeterna ou não, e associando-a, por exemplo, às águas primordiais ou ao abismo/caos primordial de escrituras como o Gênesis hebraico.

## Na alquimia

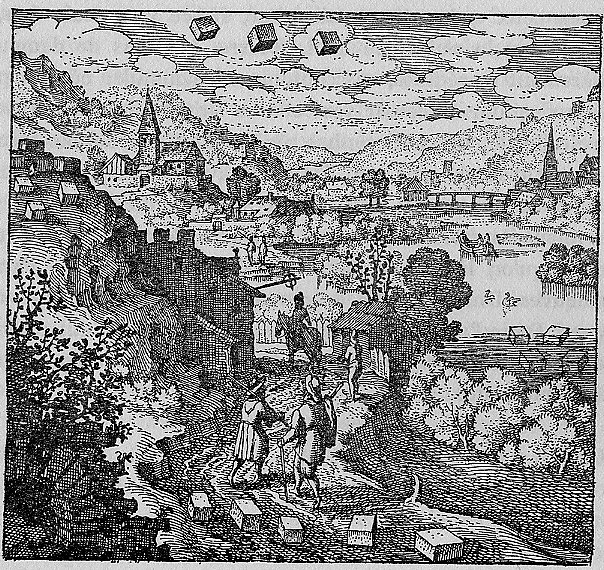
Emblema alquímico representando a onipresença da matéria filosófica. "A Pedra que é Mercúrio, é lançada sobre a Terra, exaltada nas Montanhas, reside no Ar e é nutrida nas Águas." (Atalanta Fugiens, de Michael Maier. 1617.) Os cubos representam a prima matéria.

Quando a alquimia se desenvolveu no Egito greco-romano sobre os fundamentos da filosofia grega, incluiu o conceito de prima materia como princípio central. Mary Anne Atwood usa palavras atribuídas a Arnaldo de Vilanova para descrever o papel da matéria prima na teoria fundamental da alquimia: "Que reside na natureza uma certa matéria pura, que, descoberta e trazida pela arte à perfeição, converte a si própria proporcionalmente todos os corpos imperfeitos em que toca." Embora as descrições da prima materia tenham mudado ao longo da história, o conceito permaneceu central no pensamento alquímico.
Os autores alquímicos usaram símiles para descrever a natureza universal da matéria prima. Arthur Edward Waite afirma que todos os escritores alquímicos ocultaram seu "nome verdadeiro". Como a prima materia tem todas as qualidades e propriedades das coisas elementares, os nomes de todos os tipos de coisas foram atribuídos a ela. Um relato semelhante pode ser encontrado no Theatrum Chemicum: 
Eles compararam a "prima materia" a tudo, ao homem e à mulher, ao monstro hermafrodita, ao céu e à terra, ao corpo e ao espírito, ao caos, ao microcosmo e à massa confusa; contém em si todas as cores e potencialmente todos os metais; não há nada mais maravilhoso no mundo, pois ela se gera, concebe a si própria e dá a luz a si mesma.
Comparações foram feitas com Hyle, o fogo primitivo, Proteu, Luz e Mercúrio. Martin Ruland, o Jovem lista mais de cinquenta sinônimos para a prima materia em seu dicionário alquímico de 1612. Seu texto inclui justificativas para os nomes e comparações. Ele repete que "os filósofos têm admirado tanto a Criatura de Deus que é chamada de Matéria Primordial, especialmente em relação à sua eficácia e mistério, que lhe deram muitos nomes e quase todas as descrições possíveis, pois não sabiam como elogiá-la suficientemente." Waite lista oitenta e quatro nomes adicionais.
| Nomes designados à Prima Materia no dicionário alquímico de Ruland de 1612, Lexicon alchemiae sive dictionarium alchemistarum. - Microcosmos - A Pedra Filosofal - A Pedra da Águia - Água da Vida - Veneno - Peçonha - Câmara - Espírito - Medicamento - Céu - Nuvens - Nebulosa ou Neblina - Orvalho - Sombra - Lua - Stella Signata e Lúcifer - Água Permanente - Água Ardente e Ígnea - Sal de Nitro e Salitre - Lixívia - Noiva, Esposa, Mãe, Eva - Virgem Pura e Não Contaminada - Leite de Virgem, ou o Figo - Leite Fervente - Mel - Um Sangue Espiritual - Banho - Um Xarope - Vinagre - Chumbo - Estanho - Enxofre da Natureza - Saliva da Lua - Minério - A Serpente - O Dragão - Mármore, Cristal, Vidro - Gema Escocesa - Urina - Magnésia - Magneto - Ethesia Branca - Umidade Branca - Fumaça Branca - Estrume - Entidade Metálica - Mercúrio - A Alma e o Céu dos Elementos - A Matéria de Todas as Formas - Tártaro dos Filósofos - Refugo Dissolvido - O Arco-íris - Ouro Indiano - Coração do Sol - Caos - Vênus |

Carl Gustav Jung considerava os termos e procedimentos alquímicos como símbolos da atividade psíquica. Ele relaciona a prima materia ao caos de elementos desordenados do inconsciente da mente humana, que precisa ser refinada e transformada:
No entanto, ninguém nunca soube o que é essa matéria primordial. Os alquimistas não sabiam, e ninguém descobriu o que realmente significava isso, porque é uma substância no inconsciente que é necessária para a encarnação do deus.

## Na física
No início da física moderna até o século XIX, os físicos ignoraram o conceito filosófico de uma matéria primordial inerte e buscaram mais as propriedades de ação de forças e as substâncias físicas, interessando-se por uma visão atomista nos cálculos e chegando a propor teorias do éter, mas sem se referirem a Aristóteles. Isaac Newton rejeitava o conceito aristotélico de materia prima como algo sem qualidades, não individualizado e não determinado, ou não-ser; ele preferia o uso do termo extensão para descrever o espaço infinito, onde Deus daria forma à matéria conforme as capacidades de sua essência, e considerava o éter como meio de transmissão de forças à distância. Leibniz, porém, levando em consideração sua formação filosófica, adotou o termo prima materia de matéria abstrata, perfeitamente fluida e infinitamente divisível como possível, associando-a ao éter e ao qi dos chineses, afirmando que ela seria a "massa contínua preenchendo o mundo ... a partir da qual todas as coisas são produzidas através do movimento e na qual se resolvem através do repouso."
Com desenvolvimento da mecânica quântica e da teoria do campo quântico, o conceito aristotélico de potencialidade e matéria foi considerado por alguns físicos para se descrever a natureza das probabilidades das funções de ondas e do surgimento de forças e partículas. Werner Heisenberg entendia uma camada energética ao fundo das partículas ou "oscilador holhraum" como um tipo de matéria prima no sentido aristotélico.

Outro físico que fez analogias com conceitos aristotélicos foi Wolfgang Smith:
Para esse fim, lembremos que todas as cosmogonias tradicionais vislumbram o cosmos de um substrato material primordial aludido através de uma variedade de formas simbólicas nas literaturas sagradas da humanidade, e mais tarde designadas por vários termos técnicos, do Prakriti vedântico à materia prima escolástica. Entre todas essas designações do substrato material, a que é de certa maneira mais diretamente pertinente à nossa pesquisa atual é o termo grego 'Caos', como lemos na Teogonia de Hesíodo: 'Em verdade, no início, o caos veio a ser'. O que primeiro 'veio a ser' pode, portanto, ser concebido como uma pletora de possibilidades guerreando: 'guerreando' por serem mutuamente incompatíveis no plano da manifestação. Um bloco de mármore contém inúmeras formas potencialmente; no entanto, apenas uma dessas formas pode ser atualizada pela arte do escultor.